# 小刘贵人 (刘聪)
刘贵人（?—?），晋朝新兴郡人。祖父刘殷，永嘉之乱後，成为匈奴汉昭武帝刘聪的侍中、太保、录尚书事。
刘殷的两个女儿刘英、刘娥成为刘聪的皇后。刘殷的两个孙女成为刘聪的贵人：分别称之为大刘贵人、小刘贵人。大刘贵人后来升任左皇后。
311年刘聪攻破西晋都城洛阳，俘虏晋怀帝司马炽及其皇后梁兰璧，封怀帝为会稽公，同年将小刘贵人赏给了司马炽为妻，封为豫章郡夫人、会稽公夫人，说：“这是名公的孙女，你得好好待她。”未详此时梁兰璧是否仍在世或与怀帝失散。
当初，刘聪的父亲刘渊反晋之前，刘聪曾在洛阳见过还是豫章郡王的司马炽。313年，刘聪命司马炽向大臣敬酒，晋朝旧臣大哭。又有传言并州刺史刘琨要援救皇帝。刘聪将司马炽毒杀，小刘贵人重返后宫，继续做刘聪的妃嫔。